# Termodynamický děj
Termodynamický děj (též tepelný děj) je děj, při kterém se mění stav tělesa (mění se některé ze stavových veličin).

## Kruhový děj
Pokud termodynamická soustava projde řadou změn a nakonec se vrátí do původního stavu, pak říkáme, že soustava vykonala kruhový (cyklický) děj (zkráceně cyklus). Kruhový děj je proto v diagramu p-V i diagramu T-S znázorněn uzavřenou křivkou.
Obsah plochy uvnitř křivky v diagramu p-V znázorňuje celkovou práci vykonanou na termodynamické soustavě (či termodynamickou soustavou – záleží na znaménkové konvenci) během cyklu. Podobně obsah plochy uvnitř křivky v diagramu T-S znázorňuje celkové teplo dodané během cyklu termodynamické soustavě (tedy rozdíl přijatého a odevzdaného tepla).
Celková změna vnitřní energie po ukončení jednoho cyklu je nulová (ΔU = 0). Stejné tvrzení platí i pro ostatní stavové veličiny.

## Vratné a nevratné děje
Termodynamické děje lze rozdělit na
- Vratné (reverzibilní) děje – děje, u nichž lze původního stavu dosáhnout obrácením pořadí jednotlivých úkonů.
- Nevratné (ireverzibilní) děje – děje, které probíhají bez vnějšího působení pouze v jednom směru, tzn. původního stavu nelze dosáhnout přesně stejným postupem v obráceném pořadí. K dosažení původního stavu je nutno vynaložit určitou energii, která nepatří dané soustavě. V přírodě jsou všechny reálné děje nevratné.

Kruhové děje bývají označovány jako vratné nebo nevratné cykly. Nejznámějším příkladem vratného kruhového děje je Carnotův cyklus.

## Děje při konstantní termodynamické veličině
Mnohé technicky využitelné děje probíhají tak, že některá z termodynamických veličin zůstává během děje konstantní. Takové děje bývají označovány speciálními názvy.
| Konstantní veličina | Název děje        |
| Teplota             | Izotermický děj   |
| Tlak                | Izobarický děj    |
| Objem               | Izochorický děj   |
| Teplo               | Adiabatický děj   |
| Entropie            | Izoentropický děj |
| Entalpie            | Izoentalpický děj |

## Všeobecná rovnice změny stavu plynu
Z podobnosti vztahů pro izotermický, adiabatický a polytropický děj lze zapsat všeobecnou rovnici pro změnu stavu plynu ve tvaru
{\displaystyle pV^{k}={\mbox{konst}}\,},
kde {\displaystyle p} je tlak plynu, {\displaystyle V} je jeho objem a {\displaystyle k} je konstanta.
Pro {\displaystyle k=1} se jedná o vztah pro izotermický děj, pro {\displaystyle k} rovné Poissonově konstantě {\displaystyle \kappa } jde o děj adiabatický. Položíme-li {\displaystyle k=n\in (1,\kappa )}, jedná se o děj polytropický. Pro {\displaystyle k=0} se jedná o rovnici izobarického děje a pro {\displaystyle k\to \pm \infty } jde o děj izochorický.